# Sanaigmore

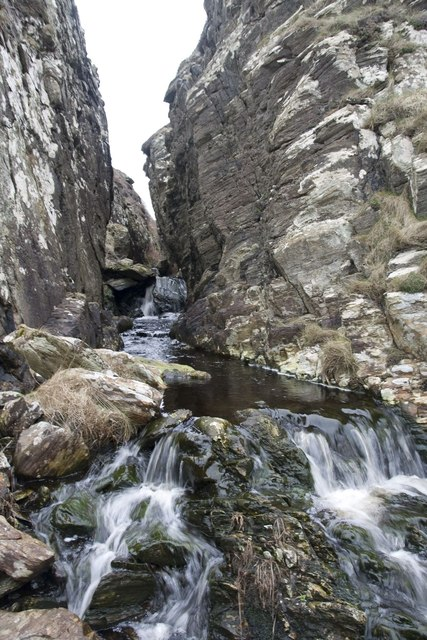
Abhainn Slabhasaig

Sanaigmore, auch Sannaig, ist eine aufgegebene Ortschaft im Nordwesten der schottischen Hebrideninsel Islay. Sanaigmore befand sich an der Sanaigmore Bay etwa zwanzig Kilometer nördlich von Portnahaven und etwa 13 Kilometer nordwestlich von Bowmore, dem Hauptort der Insel, am südwestlichen Ende der Halbinsel Ardnave. Die nächstgelegene Ortschaft war das zwei Kilometer südlich gelegene Braigo. Sanaigmore war an das Straßennetz der Insel angeschlossen und bildet den heutigen Endpunkt der B8016. Bei der Volkszählung im Jahre 1841 lebten in Sanaigmore noch 145 Personen. Zehn Jahre später war die Einwohnerzahl bereits auf 75 Personen gesunken. Heute ist auf dem Gebiet von Sanaigmore nur noch ein ehemaliger Bauernhof erhalten, in dem eine Ferienwohnung sowie eine Kunstgalerie untergebracht sind. Ein ständig bewohntes Gebäude existiert nicht mehr. In der Umgebung sind vereinzelt noch die Grundmauern verschiedener Gebäude erhalten.

## Umgebung
In der Umgebung von Sanaigmore finden sich zahlreiche Überreste früherer Besiedlung. Im Nordwesten von Sanaigmore Bay auf einer Anhöhe finden sich die Überreste eines Duns. Er umfasste ein Areal von etwa 10 m × 8 m und war von einer etwa drei Meter mächtigen Mauer umgeben. Der Eingang befand sich wahrscheinlich im Südwesten. In den umgebenden Dünen wurden Spuren ehemaliger Behausungen freigelegt, bei denen es sich um eine oder mehrere aufgegebene Ortschaften gehandelt haben könnte. An einem Fundort am Westufer der Bucht wurden in geringer Tiefe zahlreiche Tonscherben, Feuerstein und menschliche Gebeine freigelegt. An der Ostküste wurden ebenfalls Tonscherben und Feuerstein, jedoch auch ein Kessel, Muschelreste und die Überreste von Feldeingrenzungen, welche eine landwirtschaftliche Nutzung der Gegend bezeugen, gefunden. Wenige hundert Meter südwestlich wurde ein wahrscheinlich frühmittelalterlicher, bronzener Armreif entdeckt. Der River Slabhasaig bildet ein enges Tal.